# Atonye Nyingifa
Atonye Nyingifa (née le 8 décembre 1990) est une joueuse nigériane de basket-ball. Elle est membre de l'équipe du Nigeria de basket-ball féminin et a participé au Championnat d’Afrique de basket-ball féminin 2017 et 2019, puis à la Coupe du monde féminine de basket-ball 2018.

## Carrière
- 2016-17 :  Elitzur Holon
- 2017-18 :  Porta XI Ensino (en)

## Palmarès
- Médaille d'or au championnat d'Afrique 2017
- Médaille d'or au championnat d'Afrique 2019

- Coupe du monde féminine de basket-ball 2018